# 木卫二十
木卫二十又稱為「塔吉忒」（S/2000 J 9, Taygete），是木星的衛星之一，它是逆行的不規則衛星，在2000年被斯科特·謝帕德發現於夏威夷大學，之後把它的臨時編號定為S/2000 J 9。木卫二十的離心率0.2516，密度2.6g／cm3
，離木星23.36百萬公里，公轉日期732.24天，直徑5公里，光度21.9，反照率0.04，則它的軌道與黃道交角165°（與木星赤道交角163°）。木衛二十的正式名稱叫塔吉忒（Taygete），是在2002年10月由希臘神話中的女神塔吉忒命名。塔吉忒是掮天巨神阿特拉斯之女，是宙斯的情人，也是天神阿特拉斯的七個女兒之一，為他生下斯巴达王拉刻代蒙。